# Eugen Mandric
Eugen Mandric (n. 28 octombrie 1930, Dângeni, județul Botoșani - d. 4 decembrie 2012, București) a fost un publicist, scenarist și producător de film român. A îndeplinit funcția de diretor al Casei de Filme Trei (1972-1980).

## Biografie
S-a născut la 28 octombrie 1930, în satul Dângeni din județul Botoșani. A fost redactor-șef al revistei „Cinema”, redactor șef adjunct al revistei Flacăra, director general al Studioului Cinematografic București și al Casei de Filme 3, redactor la Studioul de filme documentare „Al. Sahia” din București, comentator și realizator de jurnale de actualități. 
A fost membru al Uniunii Scriitorilor din România.
În anii realismului socialist, criticul Sami Damian, impresionat de reportajele lui Eugen Mandric, vedea în acesta un prozator înzestrat:
- Apanajul lui Eugen Mandric rămâne încrederea adâncă în adevărul luptei partidului, credința simplă și cinstită în victoria socialismului. Învățat de partid să recunoască și să iubească mugurii sufletului nou, Eugen Mandric nu rătăcește prin meandrele confuziilor ideologice. Cu îndrăzneală comunistă sânt relevate dificultățile luptei, complexitatea sarcinii de a educa oameni, extirpând vestigiile trecutului.

## Premii
Cineastul Eugen Mandric a obținut în anul 1977 Premiul pentru scenariu al Asociației Cineaștilor din România (ACIN) pentru filmul Buzduganul cu trei peceți.
A fost distins cu Ordinul Steaua Republicii Socialiste România clasa a V-a (1971) „pentru merite deosebite în opera de construire a socialismului, cu prilejul aniversării a 50 de ani de la constituirea Partidului Comunist Român”.

## Filmografie

### Scenarist
- Lupeni '29 (1964) - în colaborare cu Mircea Drăgan și Nicolae Țic
- Buzduganul cu trei peceți (1977)
- O lume fără cer (1981) - în colaborare cu Nicolae Țic

### Producător delegat
- Steaua fără nume (1966)

## Scrieri
- Drumuri (Ed. Tineretului, București, 1954)
- Campanie de primăvară. Pe teren (E.S.P.L.A., București, 1956)
- Lupeni ’29 (Ed. Meridiane, București, 1963) - scenariu de film realizat împreună cu Nicolae Țic și Mircea Drăgan